# Hitoyoshi Satomi
Hitoyoshi Satomi (里見 仁義 Satomi Hitoyoshi?), född 13 maj 1983 i Gunma prefektur, är en japansk före detta fotbollsspelare.
Satomi började sin karriär 2002 i Honda FC. Efter Honda FC spelade han för Thespa Kusatsu och Arte Takasaki. Han avslutade karriären 2008.